# 葉春 (刑部右侍郎)
葉春（1370年—1433年），南京嘉興府海鹽縣（今浙江省海鹽縣）人，明朝政治人物。

## 生平
葉春曾任禮部郎中兩淮鹽運使，后改任四川右參政。之後與錦衣指揮任啟、御史賴英、太監劉寧巡視江浙地區。之後升爲刑部右侍郎，死於任上。